# Англо-французская малая гончая
Англо-французская малая гончая, или англо-французский малый венери (фр. anglo-français de petite vénerie), — порода охотничьих гончих собак. За пределами Франции эта порода практически не известна, да и на своей родине сейчас не так уж многочисленна.

## История породы
Выведена во Франции в 1970-е годы путём скрещивания французской гончей пуатевин и английской гончей харьер, а также других французских гончих таких, как порселен и голубая гасконская с биглями для охоты на кролика, перепелку и фазана. Отлично работает как в одиночку, так и в смычке. Порода является самой молодой среди французских гончих, эксперты считают, что порода находится ещё на стадии становления. В 1978-м году порода была официально признана и получила окончательное название.

## Внешний вид
Грациозная и компактная, эта порода собак является золотой серединой между английскими и французскими гончими. У неё небольшая, изящная голова красивой формы. Уши висячие, среднего размера, глубоко посаженные, покрыты небольшими складками. Тело мускулистое и крепкое, спортивное. Короткая гладкая шерсть не требует особого ухода. Встречаются три варианта окраса: белый с рыжим, белый с чёрным и трехцветный.
Высота в холке — от 48 до 56 см, для гармонично сложенных особей допустимы отклонения в пределах 2 см в обе стороны.

## Темперамент
Среди более крупных собратьев гончих именно она лучше всего приспособилась для жизни в городе. Англо-французская малая гончая легко станет хорошим компаньоном и верным другом. Однако она не может обходиться без работы в поле, и даже в качестве любимца семьи сохраняет все свои охотничьи свойства и повадки. Азартна и энергична, обожает длительные прогулки и игры на свежем воздухе. Имеет приветливый, несколько сдержанный нрав, привязчива ко всем членам семьи, довольно легко управляемая. Нуждается в больших физических нагрузках, не подойдет людям, которые не смогут ей их обеспечивать. Содержание англо-французской гончей в квартире может быть затруднительным, для этих собак нет ничего лучше жизни в деревне, на просторе.

## Здоровье
Нет сведений о часто-встречающихся или наследственных заболеваниях характерных для породы. Однако, как любые собаки с висячими ушами, могут быть подвержены грибковым и бактериальным инфекциям ушей, необходимо регулярно проверять чистоту ушной раковины.

## Использование
Используется для охоты на мелкого зверя и пернатую дичь, но, в основном, на зайцев, кроликов и лисиц. Может работать в любой местности: на равнине или в горах, в районах с сухим или влажным климатом. С этой собакой охотятся в одиночку или сворой. Выследив зверя, собака неутомимо идет по следу, преследует дичь с громким, уверенным лаем.